# Sail-sous-Couzan
Sail-sous-Couzan é uma comuna francesa na região administrativa da Auvérnia-Ródano-Alpes, no departamento do Loire. Estende-se por uma área de 7.43 km². Em 2010 a comuna tinha 978 habitantes (densidade: 131,6 hab./km²).